# Ribe Domsogn
Ribe Domsogn (dt.: Ripener Domkirchspiel) ist die Kirchspielsgemeinde (dän.: Sogn) des Domes zu Ribe in Ribe im südlichen Dänemark. Bis 1970 gehörte sie zur Harde Ribe  Herred im damaligen Ribe Amt, danach zur Ribe Kommune im erweiterten Ribe Amt, die im Zuge der  Kommunalreform zum 1. Januar 2007 in der „neuen“  Esbjerg Kommune in der Region Syddanmark aufgegangen ist.

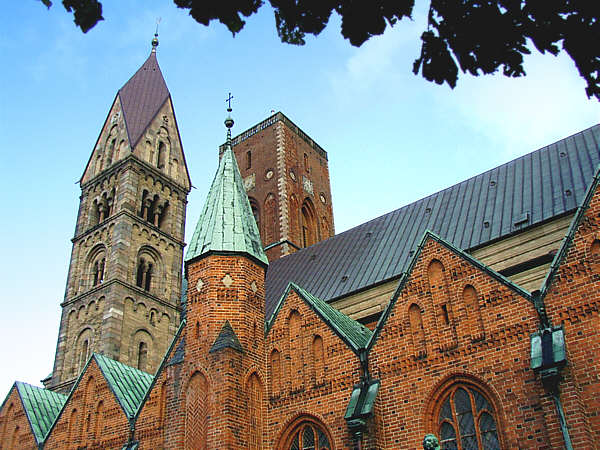
Der Dom zu Ribe

Von den 8365 Einwohnern von Ribe leben 3646 im Kirchspiel (Stand:1. Januar 2023).
Nachbargemeinden sind im Nordwesten Farup Sogn, im Nordosten Kalvslund Sogn, im Osten Obbekær Sogn, Sankt Katharine Sogn und Seem Sogn, im Südosten Roager Sogn und im Südwesten Vester Vedsted Sogn.